# بحيرة الملح (ليماسول)

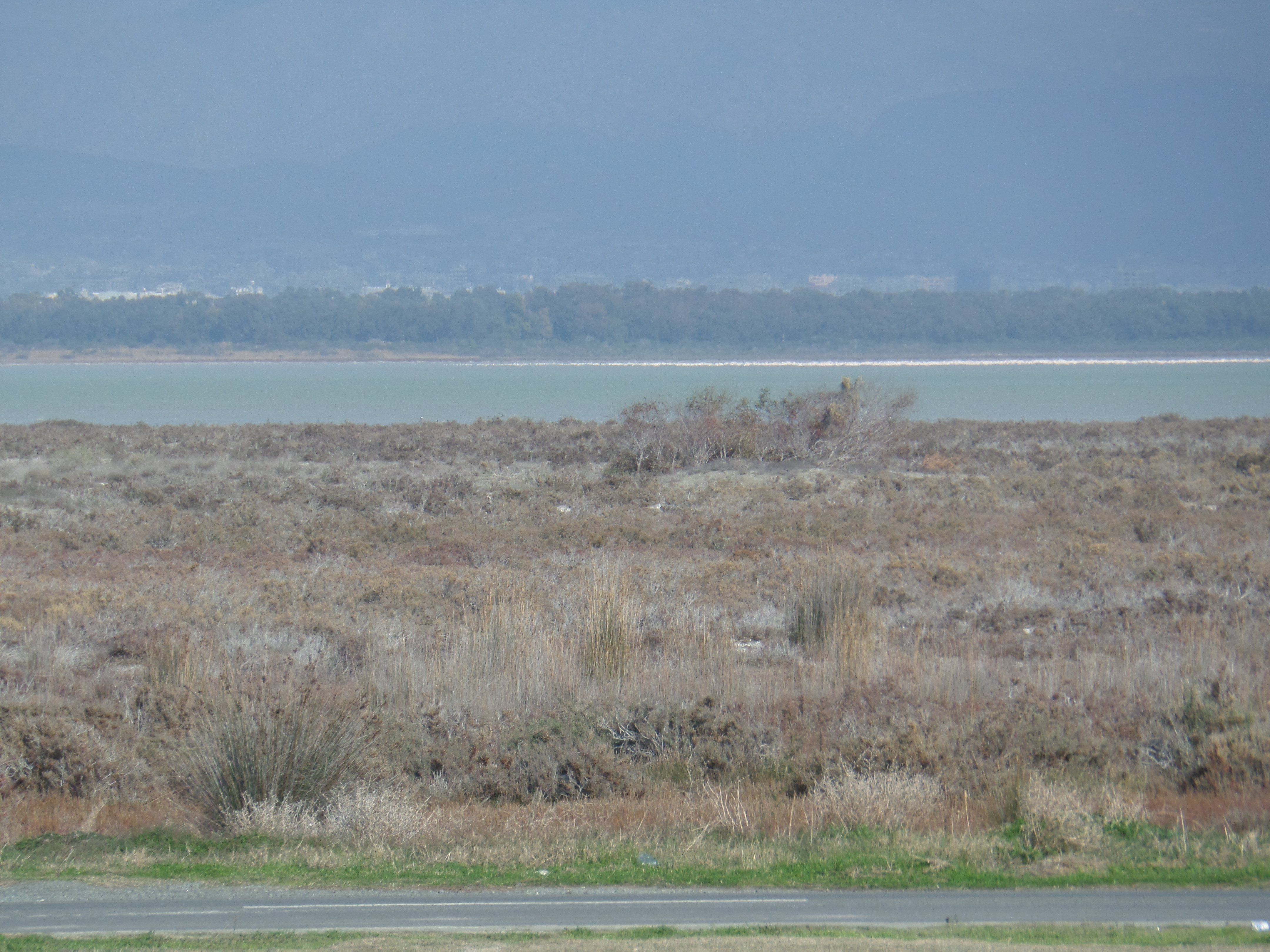
بحيرة الملح ليماسول

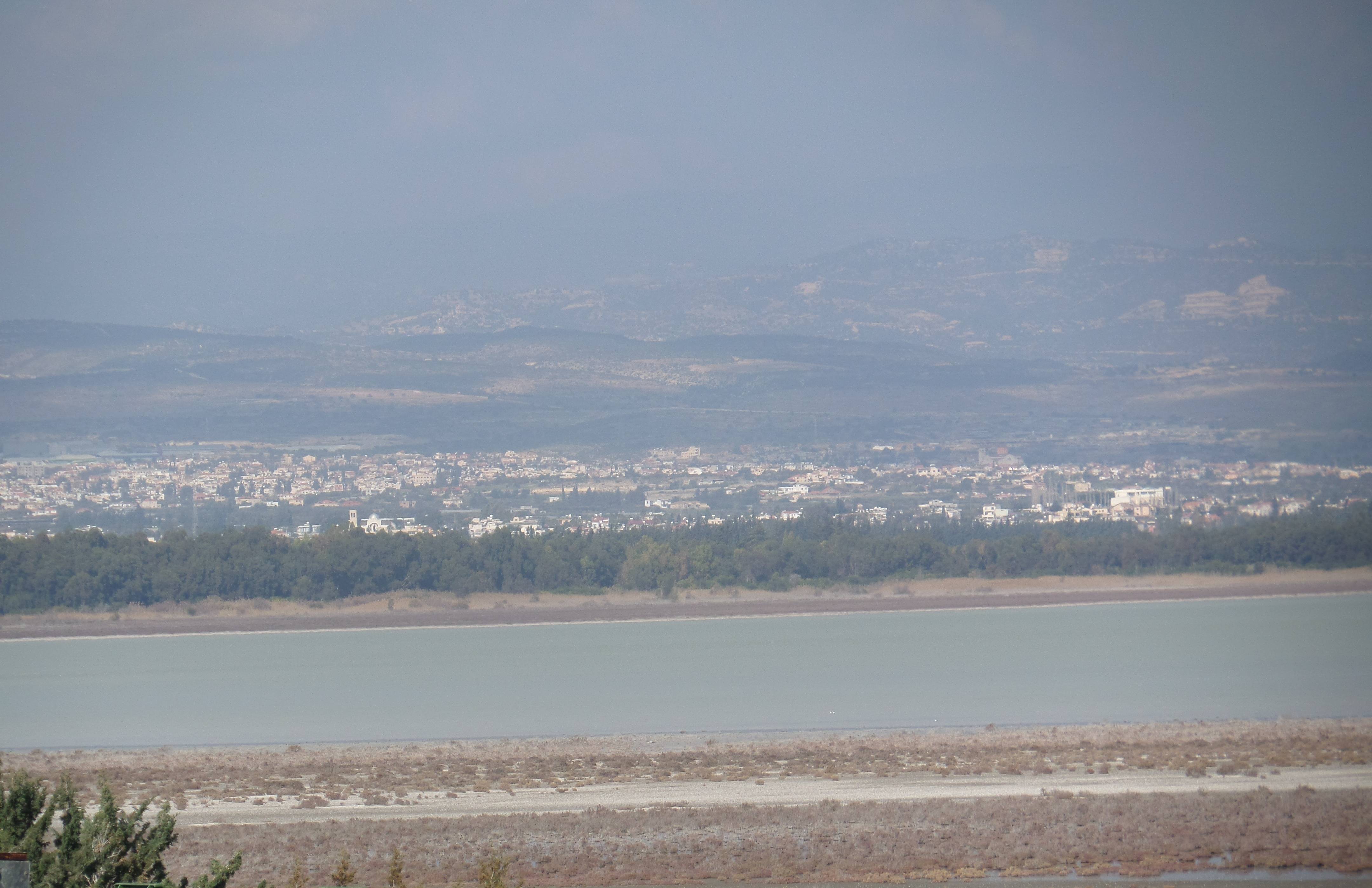
صورة للبحيرة

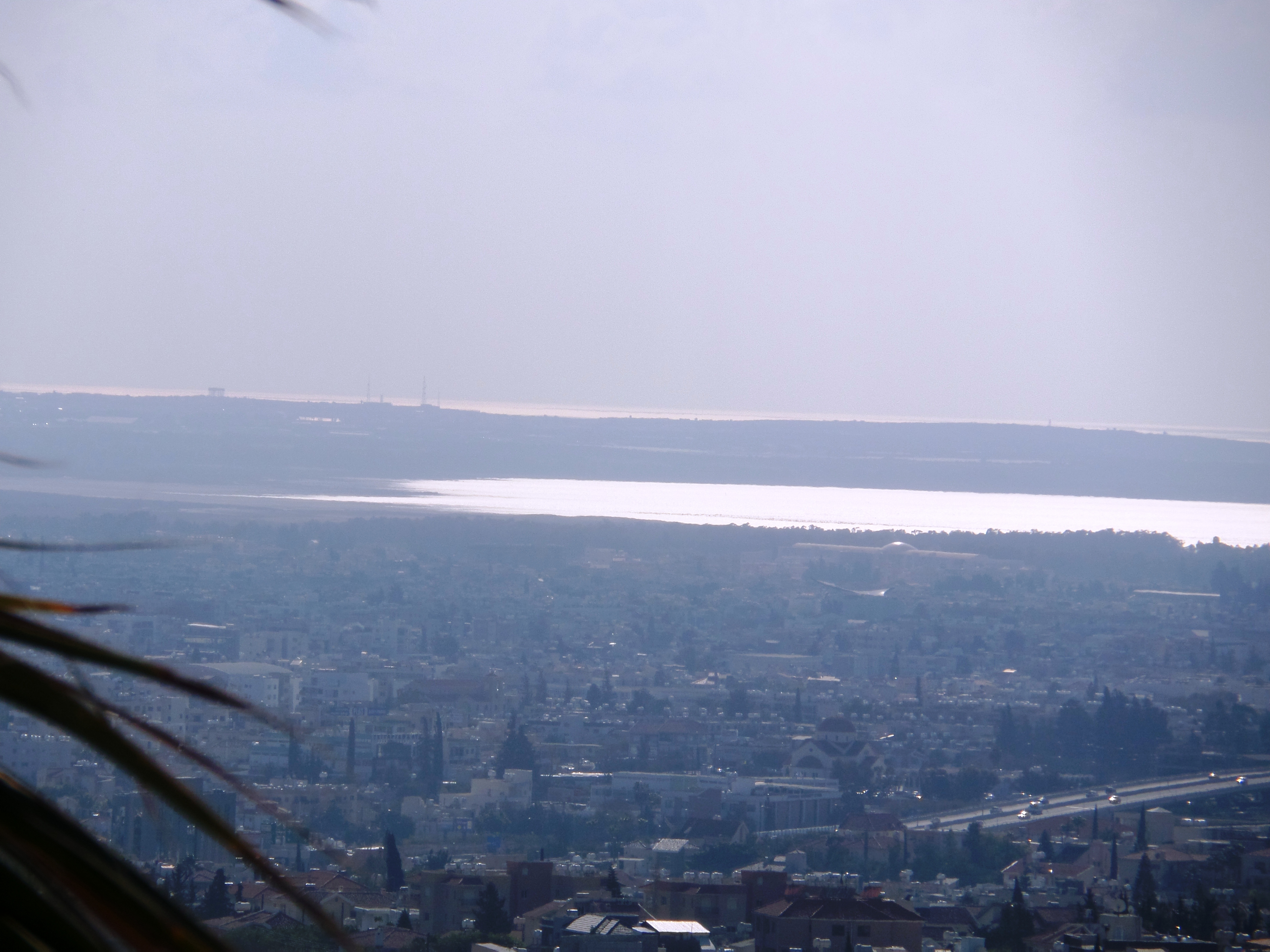
صورة للبحيرة من بعيد

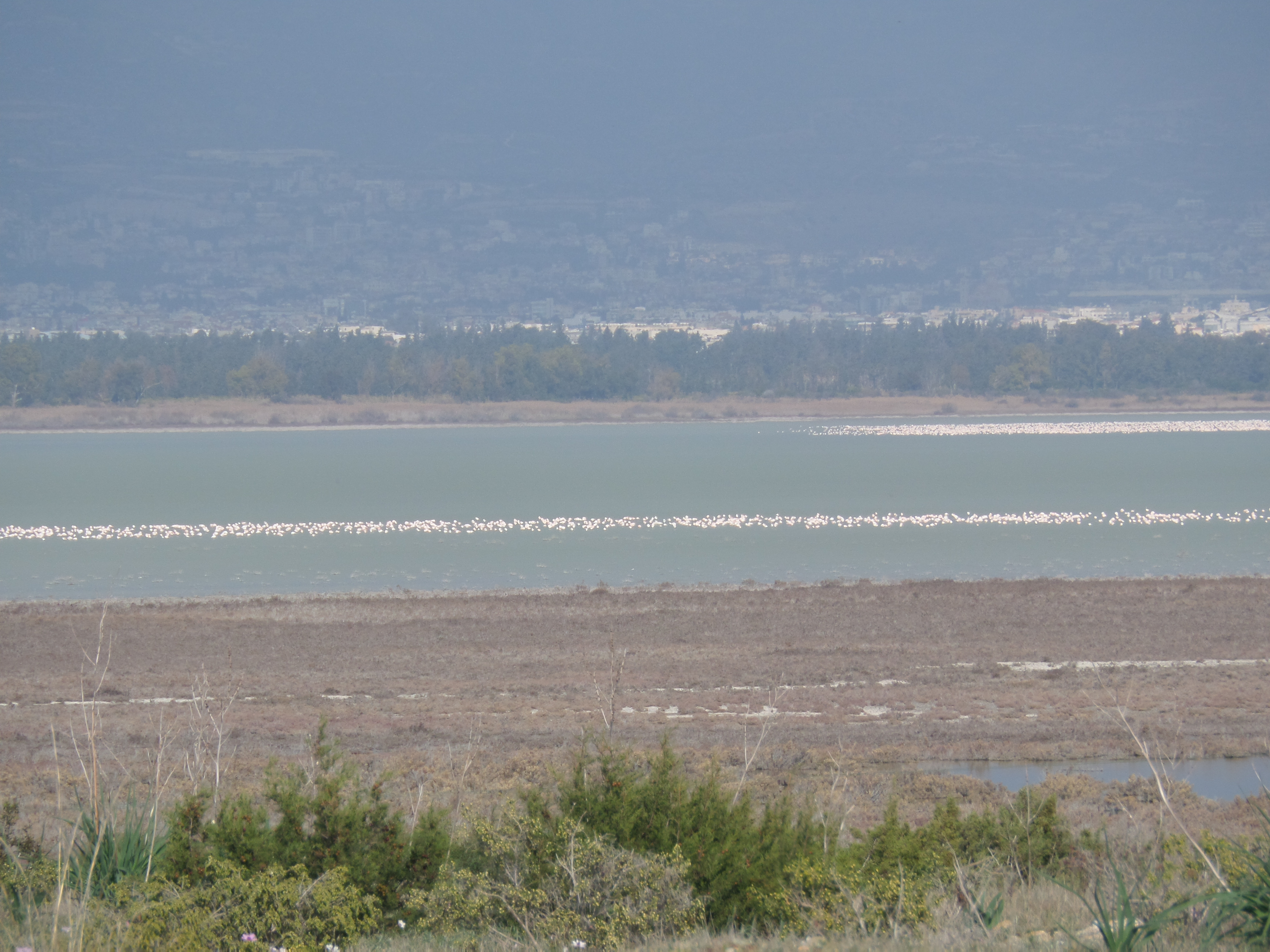
بحيرة الملح ليماسول

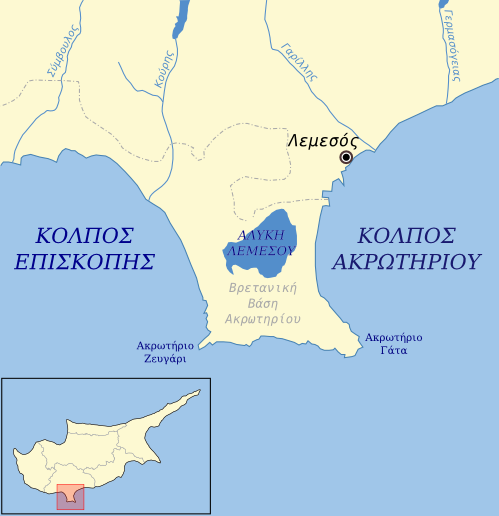
lموقعها على الخارطة

بحيرة الملح هو أكبر جسم مائي داخلي في جزيرة قبرص، في أكروتيري ودكليا، المملكة المتحدة، وهي أراضي ما وراء البحار أقاليم ما وراء البحار البريطانية, تقع إلى الجنوب الشرقي من المدينة المترامية الاطراف في ليماسول, وبقياس 10.65 كيلومتر مربع, أدنى مستوى لها هي 2.7 متر تحت مستوى سطح البحر وأعمق نقطة هو متر واحد . أفترض الجيولوجيون أن البحيرة قد تشكلت نتيجة الانضمام التدريجي من الجزيرة البحرية قبالة الساحل الجنوبي قبرص., البحيرة تعتبر واحدة من أهم المستنقعات في منطقة شرق حوض البحر الأبيض المتوسط وفي الحقيقة أن منسوب المياه لأكثر من 50 في المئة من البحيرة عمقها هو أقل من 30 سم, تجذب البحيرة الآلاف من الطيور الخواضة لاستخدامه بمثابة توقف خلال مواسم الهجرة بين أفريقيا وأوروبا. وتشير تقديرات منظمة حياة الطيور الدولية أن ما بين 2000 و 20000 من طيور النحام الكبير بشروش قد قضت فترة فصل الشتاء في البحيرة,.
في عام 2003 تسببت وزارة الدفاع البريطانية في بعض الجدل عن طريق بناء اثنين من هوائيات عملاقة كجزء من شبكة راديو تنصت استخبارات الإشارات في منطقة الشرق الأوسط, البيئة المحلية والأوروبية قلقة من أن قرب مراكز التنصت على هذا النظام البيئي يمكن أن يكون له تأثير كبير على الحياة البرية.